# Sommersprossen (Film)
Sommersprossen ist ein deutsch-italienischer Kriminalfilm aus dem Jahre 1968 von und mit Helmut Förnbacher.

## Handlung
Deutschland 1934. Mitten in einem süddeutschen Wald stehen eine Reihe von Schaufensterpuppen aufgestellt, auf die zwei Männer, Waldemar Velte und Kurt Sandweg aus Wuppertal, mit ihren Repetiergewehren Schießübungen veranstalten. Die Einschusslöcher in den Gesichtern und Körpern nennt einer von ihnen zynisch „Sommersprossen“. Dies ist der Auftakt zu einer ungewöhnlichen Karriere zweier brutaler Verbrecher in der Frühzeit des Nationalsozialismus. Als Freigeister zieht es sie weg aus diesem immer enger werdenden, durchreglementierten Land. Sie wollen nach Indien auswandern, um dort ein neues Leben zu beginnen. Als Knastausbrecher werden sie bereits von der Polizei gesucht; ihre einzige Chance, aus Deutschland herauszukommen, führt über die Beschaffung von Fluchtgeld. Daher überfallen sie eine Bank, wobei Unbeteiligte sterben.
Velte und Sandweg gelingt es zwar, Deutschland zu verlassen, doch auf der Flucht in den Süden kommen sie nur bis Basel. Hier lernen sie in einem Kaufhaus die junge Schallplattenverkäuferin Monika kennen. Einer der beiden Verbrecher, Velte, verliebt sich in das unbedarfte Mädchen und kauft ihr jeden Tag eine Tango-Platte. Eines Tages ist das Geld aus dem Banküberfall aufgebraucht, und es muss neues beschafft werden. Die beiden Männer fallen in ihre alten Verhaltensmuster zurück und beginnen erneut, Banken ins Visier zu nehmen. Mit dabei: die Gangsterbraut Brigitte. Beim Überfall auf die Basler Wever-Bank werden zwei Polizisten getötet, die anschließende Verfolgungsjagd kostet beinah drei weiteren Polizeibeamten das Leben. Schließlich werden Velte und Sandweg, verraten von Monika, von der Polizei umzingelt. Ihrer Ausweglosigkeit bewusst, erschießen sich die beiden Männer gegenseitig.

## Produktionsnotizen
Sommersprossen wurde in Deutschland und der Schweiz (u. a. Basel und Muttenz) gedreht. Der Film passierte die FSK-Prüfung am 23. September 1968. Die Uraufführung erfolgte am 9. Oktober 1968 in München. Im coproduzierenden Italien lief der Krimi am 10. April 1969 unter dem Titel I gangsters dalla faccia pulita an.
Die Bauten entwarf Guy Sheppard, die Kostüme Brigitte Lange. Nebendarsteller René Besson diente auch als Aufnahmeleiter, Co-Autor Martin Roda-Becher als Regieassistent Förnbachers. Die Produktionsleitung hatte Willy Schuler, die Herstellungsleitung Ernst Steinlechner.
Für den 77-jährigen Schauspielerveteranen Willy Birgel war Sommersprossen die Abschiedsvorstellung beim Kinofilm. Regisseur Förnbacher, ein gebürtiger Schweizer, gab in seinem Film einigen verdienten Schauspielveteranen seiner Heimat, darunter Schaggi Streuli, Margrit Rainer und Ruedi Walter, die Gelegenheit, noch einmal vor die Kamera zu treten.
Der Film entstand infolge des gewaltigen internationalen Erfolges der Hollywoodproduktion Bonnie und Clyde (1967) und orientierte sich überdies an den wahren Vorgängen rund um die beiden Gangster Velte und Sandweg Anfang / Mitte der 1930er Jahre.
Der tatsächliche Name der Schweizer Schallplattenverkäuferin, die das Ende des Verbrecherduos besiegelte, war Dorly Schupp.

## Kritiken
„Zehn Jahre lang suchte der Baseler Schauspieler Helmut Förnbacher, 33, nach Produzenten für ein Thema, das ihn schon seit der Schulzeit beschäftigt hatte – vergeblich. Erst jetzt erhielt er die Chance, den Fall der deutschen Nazi-Flüchtlinge und Raubmörder Velte und Sandweg auf die Leinwand zu bringen – als Imitation: ‚Diesmal hat es genügt zu sagen, ich drehe einen Film im Stil von Bonnie und Clyde, und die Sache war gelaufen.‘ Förnbachers Sache, eine der unbefangensten Nachschöpfungen, die das Kino kennt, läuft pedantisch dem Vorbild nach – mit Banküberfällen, Autodiebstählen und vielen Toten und Querfeldeinrennen zu Banjo-Klang in Oldtimern durch sonnige Landschaften. Selbst eine Bonnie hat der Regisseur, Drehbuchautor und Darsteller verpflichtet: die ranke Deutsch-Römerin Giorgia Moll. Sie teilt mit ihm beim Bad die Wanne und sorgt mit durchschnittlicher Oberweite für die einzige Abweichung vom Schema: Anstelle einleuchtender Mord-Motivierung bringt Förnbacher reichlich Entkleidungs-Sex in sein auch vom sorglosen Gebrauch extremer Brennweiten und Blickwinkel beeinträchtigtes Krimi-Bild.“

„Verfilmung eines Kriminalfalls aus dem Jahre 1934 (…) Handwerklich geschickt gestaltetes Regiedebüt des Basler Schauspielers Förnbacher und seines 23jährigen Autors Becher.“

„Junger deutscher Film, der in der Nachfolge des „Bonnie und Clyde“-Erfolges seine Geschichte mit unkonventionell-verspielten Mitteln zu entwickeln versucht, in der Erfassung der zeitlich-gesellschaftlichen Ursachen und Bedingungen jedoch deutlich versagt. Deshalb auch für Erwachsene ohne Bedeutung.“